# Sven Schaffrath
Sven Schaffrath (Düren, 1984. július 13. –) német labdarúgó, az Alemannia Aachen hátvédje.

## Pályafutása
Schaffrath az SG Germania Binsfeld csapatánál kezdte pályafutását. 1998-ban került a Bayer 04 Leverkusen csapatához. A felnőttek közt nem lépett pályára, csak a tartalékcsapatban. 2005-ben a Wuppertaler SV Borussia játékosa lett. 2007-ben a Rot Weiss Ahlenbe szerződött. 2009-ben az FC Erzgebirge Aue igazolta le. Itt 31 meccsen játszott, majd a VfB Lübeckbe igazolt. 2012 óta az Alemannia Aachen tagja.